# Glaciar do Freney
O glaciar do Freney (em italiano:  Ghiacciaio del Freney) encontra-se no  maciço do Monte Branco na vertente este do monte Brouillard onde se encontra o  glaciar do Brouillard.
Numa disposição ligeiramente em circo, fica entre o grupo de Peuterey, com a Agulha Branca de Peuterey e a Agulha Preta de Peuterey, e  estende-se por uma superfície de 1 421 km2 a partir do seu cimo a 1781 m.
O refúgio mais próximo é o refúgio Torino e o bivouac Eccles, mas é preciso passar-se pelo refúgio Monzino para se alcançar o Torino e atravessar o glaciar do Brouillard.

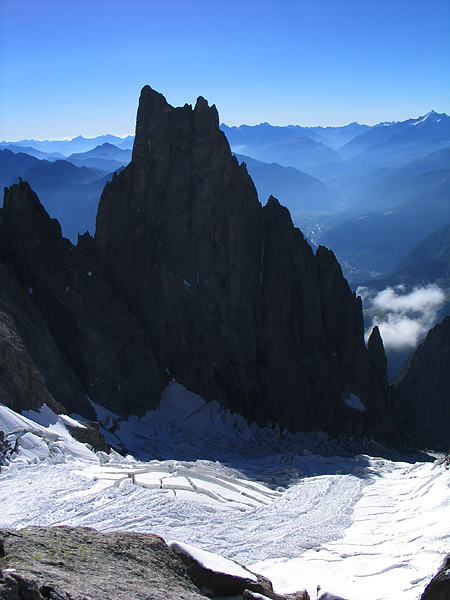
O glaciar e a Agulha Preta de Peuterey